# Yoka Berretty
Yoka Berretty, artiestennaam van Johanna Ernstina Petrusa Meijeringh (Rotterdam, 8 mei 1928 – Amsterdam, 28 november 2015), was een Nederlandse actrice en zangeres.

## Leven en werk
Berretty studeerde aanvankelijk piano aan het conservatorium maar moest door een peesontsteking stoppen. Daarna volgde ze schildersles op de Rijksacademie te Amsterdam. Ze trouwde met de fotograaf Dominique Berretty met wie ze een dochter kreeg. Het huwelijk duurde niet lang.

Berretty volgde een opleiding aan de Actors Studio in New York en kreeg mimelessen van Marcel Marceau en Étienne Decroux in Parijs. Ze begon haar carrière als actrice in Italiaanse speelfilms als Angela (1955, Edoardo Anton, Dennis O'Keefe) de hitfilm Pane, amore e... (1955, Dino Risi), La banda degli onesti (1956, Camillo Mastrocinque) en Gli occhi senza luce (1956, Flavio Calzavara), en speelde in internationale producties als The Last Blitzkrieg (1959, Arthur Dreifuss) en Das letzte Kapitel (1961, Wolfgang Liebeneiner). Een rol in Il bidone (1955) van Fellini sloeg ze af.
In 1959 presenteerde Berretty het eerste Nederlandse goededoelenprogramma op televisie, Redt een Kind.
Begin jaren zestig was ze een van de hoofdpersonen in de satirische televisieserie Zo is het toevallig ook nog eens een keer en had ze een rol in de Nederlandse speelfilm De Overval.

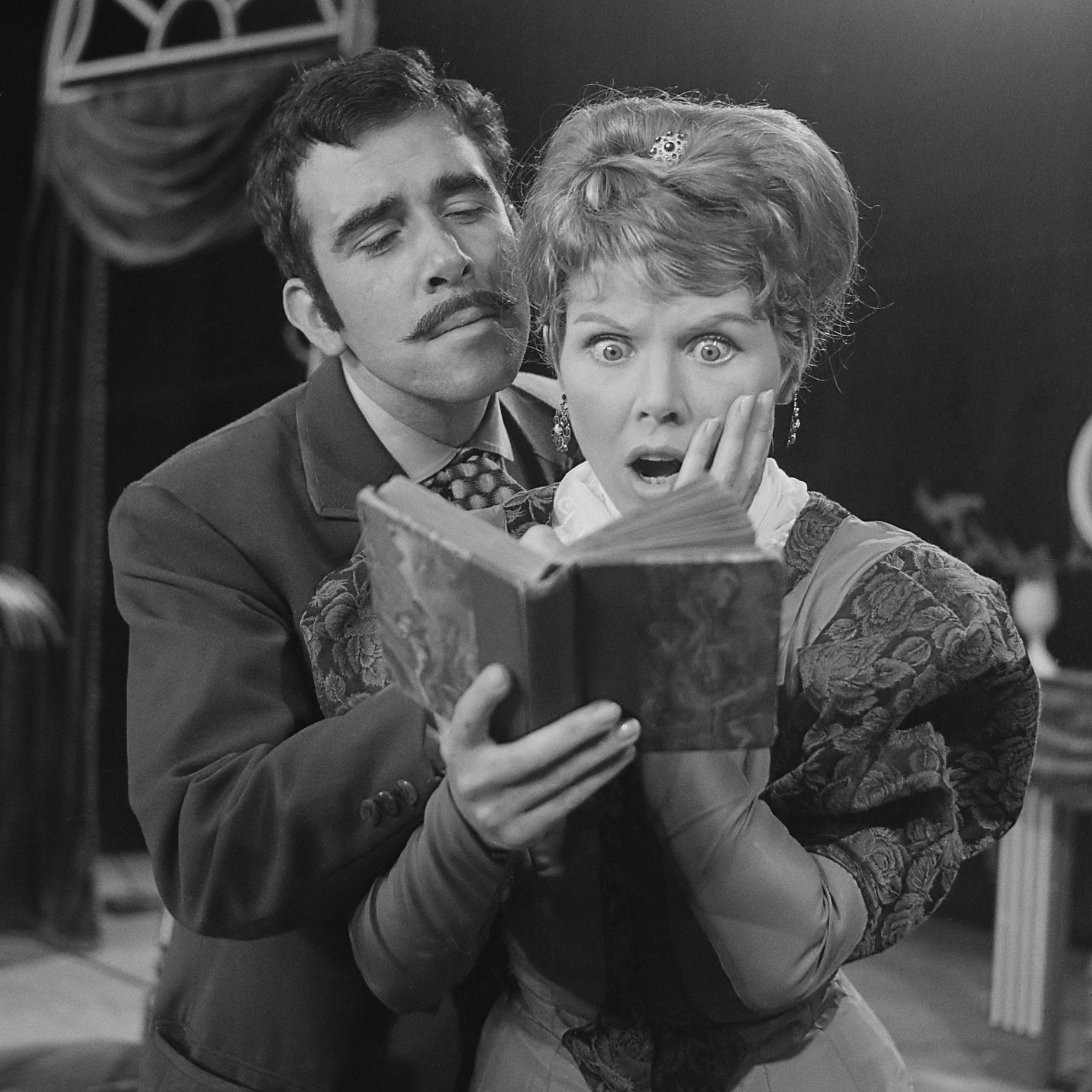
Wim van den Heuvel en Yoka Berretty in Literatuur (1961)

In 1985 speelde ze de rol van moeder in de film De Prooi, waarin ook Rijk de Gooijer een kleine rol speelde. In 1994 speelde zij een rol in de film Eva van Theo van Gogh.
Berretty was later gehuwd met Andreas Landshoff, zoon van de uitgever Fritz Helmut Landshoff en de Duitse actrice Ruth Hellberg, en is de moeder van regisseur Benjamin Landshoff.
Ze overleed 28 november 2015 op 87-jarige leeftijd in een ziekenhuis, nadat ze een week eerder van een trap was gevallen.

## Filmografie
- Pane, amore e... (1955) - speelt Zweedse toeriste in een film van Dino Risi
- Makkers, staakt uw wild geraas (1960) - mevrouw Lomijn
- Stemmen (1972), eenakter van Wim T. Schippers
- Rufus (1975) - Theresa
- Charlotte (1981) - Frau Morgan
- De Dageraad (tv serie) (1991) - Josephine Taylor
- Eindeloos leven (tv serie) (1994) - Eva
- Advocaat van de Hanen (1996) - moeder Quispel
- In het belang van de staat (1997) - mevrouw Den Dulk
- Baantjer (tv serie) aflevering: De Cock en de moord op ome Arie (2000) - Leentje

## Publicatie
- Peter van der Aa: Yoka. De biografie van actrice en zangeres Yoka Berretty. Leeuwarden, Uitgeverij Elikser, 2023, ISBN 9789463655156

- Biografisch Portaal: 04206792
- Gemeinsame Normdatei: 1061726843
- International Standard Name Identifier: 0000 0003 9397 3372
- Library of Congress Control Number: no2009149999
- MusicBrainz: 12dfad33-dbf4-4a28-9af5-94f2fa2396c5
- Nederlandse Thesaurus van Auteursnamen: 227563824
- Virtual International Authority File: 288306769
- WorldCat: E39PBJwRWFQBPXKgYxDV86Trbd